# Paradelphomyia (Oxyrhiza) subterminalis
Paradelphomyia (Oxyrhiza) subterminalis is een tweevleugelige uit de familie steltmuggen (Limoniidae). De soort komt voor in het Oriëntaals gebied.